# إدارة توتونيكابان
إدارة توتونيكابان (بالإنجليزية: Totonicapán Department)‏  هي إداراة في غواتيمالا، تتبع غواتيمالا، تبلغ مساحتها 1061.0 كيلومتر مربع.وعدد سكانها 418569 نسمة.